# Anton Proksch

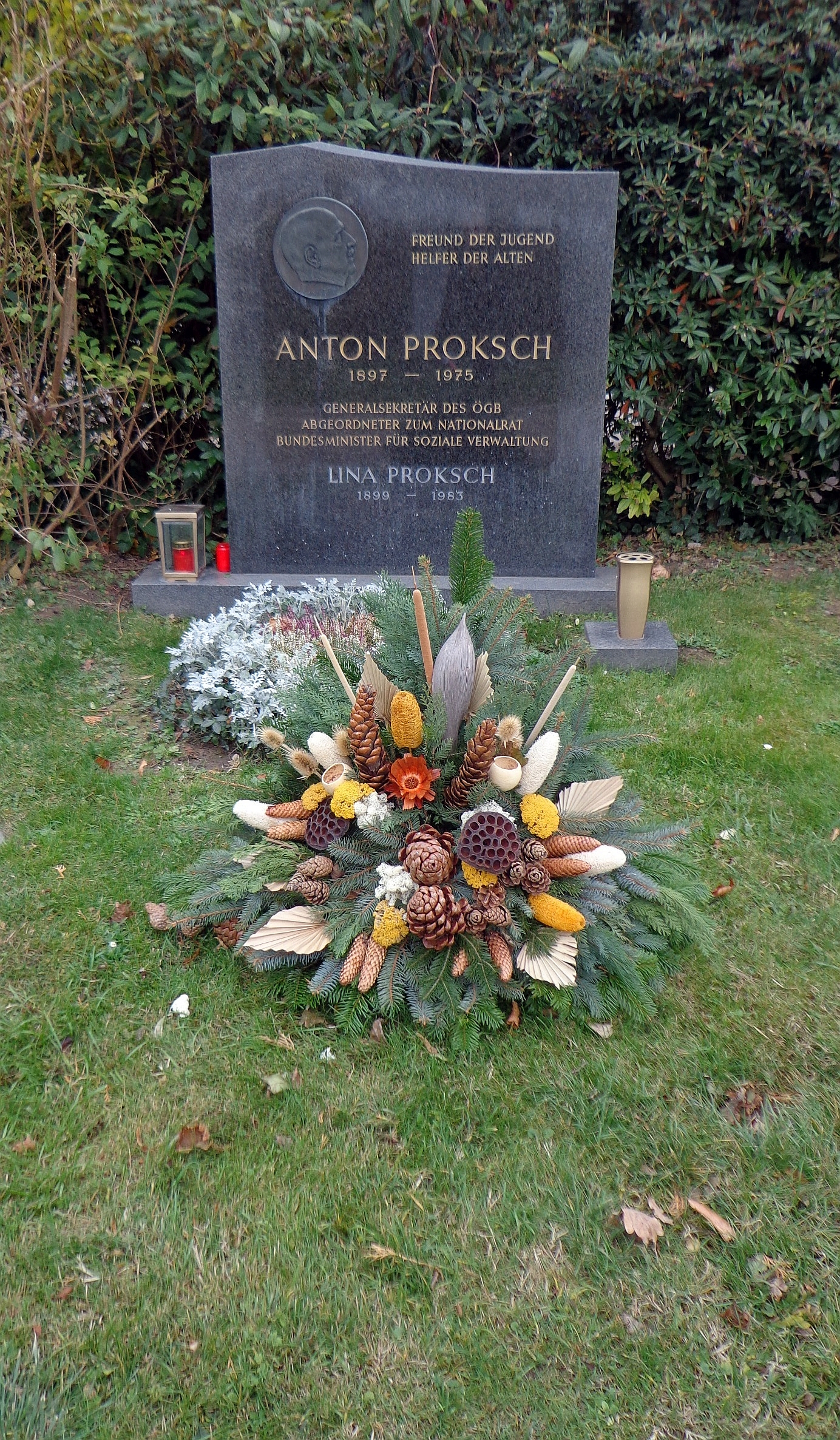
Wiener Zentralfriedhof – Ehrengrab von Anton Proksch

Anton Proksch (* 21. April 1897 in Wien; † 29. April 1975 ebenda) war ein österreichischer Gewerkschafter und Politiker (SPÖ).

## Leben und Wirken
Nach der Volksschule besuchte Anton Proksch die Bürgerschule und machte anschließend eine Lehre als Schriftsetzer.
Im Jahr 1919 wurde er Angestellter der Gewerkschaftskommission Österreichs. Im Jahr 1924 wurde er Sekretär der Jugendabteilung des Bundes freier Gewerkschaften. Im Jahr 1935 wurde er wegen angeblicher Vorbereitung zum Hochverrat verhaftet und beim Sozialistenprozess zu einer Haftstrafe verurteilt. Seit 1936 und während der nationalsozialistischen Herrschaft war Proksch wieder in seinem erlernten Beruf tätig.
Unmittelbar nach dem Ende des Krieges wurde er wieder gewerkschaftlich und politisch aktiv. Im Jahr 1945 war er Sekretär des Österreichischen Gewerkschaftsbundes und ein Jahr später stieg er zum Generalsekretär der Organisation auf. Von 1945 bis 1966 war er Nationalratsabgeordneter der SPÖ und zwischen 1956 und 1966 Bundesminister für soziale Verwaltung.
Das Anton-Proksch-Institut in Wien, ein Therapiezentrum für Alkohol- und Medikamentenabhängige wurde 1956 gegründet und nach seinem Tod nach ihm benannt. Ebenfalls ihm zu Ehren wurde 1982 eine Wohnanlage in Grinzing in Anton Proksch-Hof, 1963 das Anton-Proksch-Haus auf der Ladenbergalm und die Anton-Proksch-Wanderherberge der Wiener Kinderfreunde auf der Hohen Wand nach ihm benannt.
Sein Ehrengrab befindet sich auf dem Wiener Zentralfriedhof (Gruppe 14 C, Nummer 33). 1977 wurde ihm posthum das Ehrenzeichen für Verdienste um die Befreiung Österreichs verliehen.